# Wedelia montana
Wedelia montana là một loài thực vật có hoa trong họ Cúc. Loài này được (Blume) Boerl. miêu tả khoa học đầu tiên năm 1891.